# Accident aérien de Kano
L'accident aérien de Kano implique un Boeing 707 d'Alia Royal Jordanian Airlines, alors affrété par Nigeria Airways, qui s'est écrasé lors de son atterrissage à Kano (Nigeria), le 22 janvier 1973. On dénombre 176 morts et 26 survivants parmi les 202 passagers et membres d'équipage présents à bord, ce qui en fait, encore aujourd'hui, le plus grave accident aérien civil survenue au Nigéria.

## Avion
L'appareil impliqué dans l'accident était un Boeing 707-3D3C âgé de 2 ans, immatriculé JY-ADO et appartenant à Alia Royal Jordanian Airlines (opérant pour le compte de Nigeria Airways). Il a effectué son premier vol en 1971 et était équipé de quatre moteurs Pratt & Whitney JT3D. 

## Accident
Ce vol charter en provenance de Djeddah, en Arabie saoudite, et à destination de Lagos, au Nigeria, transportait 193 passagers de retour du pèlerinage de La Mecque, ainsi que neuf membres d'équipage. Il avait été dérouté vers l'aéroport de Kano, à la suite des mauvaises conditions météorologiques sur Lagos. 
Pendant l'atterrissage, le train atterrissage avant est le premier a entrer en contact avec la piste. Celui-ci, cède alors peu après l'impact, suivi par le train principal droit. L'avion fait ensuite un virage à 180°, puis sort de piste et prend rapidement feu. 
Au moment des faits, c'est le plus grave accident aérien de l'histoire de l'aviation commerciale, jusqu'à ce qu'il soit dépassé 14 mois plus tard par celui du vol Turkish Airlines 981.